# Kazimierz Ginter
Kazimierz Ginter (ur. 17 stycznia 1969 w Warszawie) – duchowny rzymskokatolicki, historyk i teolog, wykładowca historii liturgii na Papieskim Uniwersytecie Świętego Krzyża w Rzymie (PUSC).

## Życiorys
W roku 1987 ukończył XVII LO im Frycza Modrzewskiego w Warszawie. Następnie ukończył studia historyczne na Uniwersytecie Warszawskim (1993). W latach 1991–1994 działał w warszawskim Stowarzyszeniu Katolickiej Młodzieży Akademickiej „Odrodzenie”. W latach 1993–1998 zajmował się komputerowym projektowaniem graficznym. W roku 1995 przystąpił do Opus Dei.
W roku 1998 przeniósł się do Krakowa, gdzie pracował jako nauczyciel w Państwowym Liceum Plastycznym im. Józefa Kluzy w Zespole Państwowych Szkół Plastycznych w Krakowie (2004-2007). W latach 1999–2005 odbył studia doktoranckie na Uniwersytecie Jagiellońskim pod kierunkiem prof. Macieja Salamona, w 2006 obronił rozprawę pt. Obraz cesarzy bizantyńskich w «Historii Kościelnej» Ewagriusza Scholastyka. W latach 1999–2007 był dyrektorem niepublicznego akademika Barbakan w Krakowie.
We wrześniu 2007 rozpoczął studia na Papieskim Uniwersytecie Świętego Krzyża w Rzymie, gdzie 5 listopada 2011 przyjął święcenia diakonatu, a 5 maja 2012 święcenia prezbiteriatu. W latach 2011–2013 odbył studia doktoranckie na PUSC zakończone doktoratem na podstawie dysertacji Las Fuentes litúrgicas de la liturgia romana en la «Patrologia Latina» de Migne (pol. Źródła liturgiczne liturgii rzymskiej w «Patrologia Latina» Migne'a).
Od lipca 2014 jest profesorem historii liturgii na PUSC w Rzymie.
W 2019 roku opublikował książkę Wizerunek władców bizantyńskich w Historii kościelnej Ewagriusza Scholastyka.

## Życie prywatne
Jest synem prof. Jerzego Gintera, bratem prof. Michała Gintera i prezesa Fundacji Współpracy Międzynarodowej Józefa Gintera, wnukiem prof. Macieja Święcickiego.